# Oxydia tenebrosa
Oxydia tenebrosa là một loài bướm đêm trong họ Geometridae.